# William J. H. Boetcker
William J. H. Boetcker (1873, Hamburk, Německo – 1962) byl americký reverend.
Kdysi sepsal a úspěšně přednášel, mimo jiné, Deset rad zdravého rozumu (The Ten Cannots). Jeho desatero, které publikoval v roce 1916, je často mylně připisováno prezidentu Lincolnovi – například i Ronaldem Reaganem (1992).
- Prosperitu nelze založit na bezstarostném zacházení s financemi.
- Slabí neposílí oslabením silných.
- Malí nevyrostou omezováním velkých.
- Chudým nepomůže zničení bohatých.
- Mzda pracovníků se nezvýší utlačováním těch, z jejichž peněz je placena.
- Nedostaneš se z problémů, když utratíš víc, než vyděláš.
- Spolupráci lidí neposílíš zvyšováním nenávisti.
- Solidní jistotu nezajistíš vypůjčenými penězi.
- Charakter a odvaha se neposílí zničením lidské iniciativy a nezávislosti.
- Lidem nepomůžeš, když za ně děláš soustavně to, co by mohli a měli dělat sami.

Reverend Boetcker také brojil proti „Sedmi národním hříchům“:
- Nemyslím.
- Nevím.
- Je mi to jedno.
- Jsem moc zaneprázdněn
- Nechávám spoustu věcí plavat.
- Nemám čas číst a vyhledávat informace.
- Nezajímá mě to.

Další slavné reverendovy citáty:
- O úspěchu:

„Nezajímejte se o to, co dělají ostatní. Pokořte svůj vlastní rekord z předešlého dne, potom docílíte skutečného úspěchu.“